# Мариан Марвокатакалон
Мариан Марвокатакалон (ср.-греч. Μαριανὸς ὁ Μαυροκατακαλών) — византийский полководец, активный в период правления императора Алексея I Комнина. Выходец из знатной семьи Катакалон; приставка «мавро» означает «чёрный». Кесарь

## Биография
Источником для биографии Мариана является памятник византийской литературы «Алексиада», написанный Анной Комниной. Известно, что полководец принадлежал к династии Марвокатакалон, византийскому аристократическому роду, который является боковой ветвью династии Катакалон; при этом приставка «мавро» означает «чёрный». Он был сыном полководца и флотоводца императора Алексея I Николая Маврокатакалона.
Мариан появляется в сочинении Анны в 1095 году во время мятежа Лже-Диогена против императора Алексея I. В этом году, после окончания боевых действий против сербов на империю с севера обрушились половцы при поддержке греческих славян, наступая на Болгарию. Тогда же появился и Лже-Диоген, который подговорил половцев помочь ему захватить трон. Изначальный план наступления провалился, и тогда силы кочевников осадили Адрианополь. Последующие 48 дней греки сражались с половцами, делая многочисленные вылазки из города. По указанию имеющего всю власть в городе Никифора Вриения гарнизонные войска вышли из города и атаковали кочевые отряды. По словам Анны, завязался бой, в котором погибло множество людей с обеих сторон. Его исход переломили действия Мариана, который, заметив командира вражеского войска, Тогортака, направил своё длинное копьё прямо на него, чуть не убив, однако половцы окружили вождя и почти убили его самого. По словам Анны, на тот момент Мариан «был очень юн, совсем недавно вышел из отрочества», но при этом она отмечает его смелость и решимость. Оторвавшись от противника, Мариан двинулся на Лже-Диогена. Тот был одет в «царские одежды и пурпур», а люди, что находились ранее вокруг него, уже рассеялись. Мариан стал стегать Лже-Диогена по голове кнутом, называя самозванцем.

## Семья
Мариан был женат на одной из сестёр Никифора Вриенния, являясь таким образом зятем Анны Комниной. Известна его печать, но никакого титула на ней не указано, однако известно, что он был кесарем.